# Département de Sonsonate
Sonsonate est un département, situé à l'ouest du Salvador.Sa capitale est Sonsonate. 

## Géographie
Le département de Sonsonate est situé dans la Zone Occidentale (en espagnol: Zona Occidental) qui correspond à une des quatre divisions géographiques du Salvador. La Zone Occidentale inclut les deux autres départements frontaliers du Guatemala, le département de Santa Ana et le département d'Ahuachapán.
Limitrophe du département d'Ahuachapán situé à l'ouest et de celui de Santa Ana situé au nord, le département de Sonsonate est limité à l'est sur toute sa longueur par le département de La Libertad.
Le département est riverain de l'océan Pacifique dans sa partie méridionale où se trouve le plus grand port maritime du Salvador, Acajutla.
Sa superficie est de 1 226 km², pour une population d'environ 518 522 habitants dans le département.
Sa capitale, Sonsonate, est aussi la plus grande ville de son département éponyme.

## Histoire
Une grande partie du département actuel était à l'époque précolombienne détenue par le royaume pipil d'Izalco et de la seigneurie de Cuzcatlan. Il fut le théâtre de violents affrontements entre conquistadores et pipils lors de la conquête espagnole.
Lors de la colonisation, Sonsonate était l'une des municipalités de la Capitainerie générale du Guatemala.
Après l'indépendance, le département fut créé en 1824. Sonsonate devint pendant quelques mois la capitale de la République fédérale d'Amérique centrale en 1834.
En 1859, les municipalités d'Apaneca, de San Pedro Puxtla, de Guaymango et de Jujutla furent transférées au département de Santa Ana.
Le département fut au centre du soulèvement paysan de 1932 qui vit plus de 10 000 paysans indiens tués lors de la répression.

## Municipalités
1. Acajutla
2. Armenia
3. Caluco
4. Cuisnahuat
5. Izalco
6. Juayúa
7. Nahuizalco
8. Nahulingo
9. Salcoatitán
10. San Antonio del Monte
11. San Julián
12. Santa Catarina Masahuat
13. Santa Isabel Ishuatán
14. Santo Domingo
15. Sonsonate
16. Sonzacate

## Économie
La majeure partie de la population se concentre dans les régions de moyennes montagnes, particulièrement dans les villes de Sonsonate, Izalco, Acajutla, Nahuizalco et Armenia qui sont aussi les lieux où se trouve la plus grande partie de l’activité économique du département. Les principales ressources proviennent de l’agriculture. C’est essentiellement une culture de maïs même si l’on peut trouver des cultures d’autres céréales basiques. Le café y est aussi planté notamment près des localités de Juayua, Salcoatitlan, Santa Catarina Masahuat, Nahuizalco et Izalco. On trouve également une production de canne à sucre, noix de coco et d’agrumes. L’élevage de bovins, porcins et de chevaux tout comme l’apiculture y est très répandu.
L’activité industrielle a connu un fort développement surtout dans les secteurs de l’alimentaire (café, sucre, …), textile, avec le travail du coton. À Sonsonate s’est implantée une fabrique de cigarettes. On peut signaler aussi les activités de raffinage pétrolier, métallurgie, et de production d’engrais.
Acajutla possède le port le plus moderne du pays et permet ainsi l’exportation du café et du sucre. Si le département de par son port est ouvert vers l’extérieur, il est doté d’un riche réseau routier, fluvial et aérien.

## Tourisme
La zone est parcourue par la route des fleurs qui traverse de nombreux villages riches en tradition : Nahuizalco, Salcoatitlan, Juayua, Apaneca, Concepción de Ataco et Tacuba.
Une des grandes attractions est le parc national des volcans qui se partage entre les départements de Santa Ana et de Sonsonate. Les volcans Izalco et San Marcelino font partie de sa juridiction. Sonsonate est considérée comme le berceau de l’alpinisme salvadorien du fait de sa proximité géographique avec la cordillère Apaneca-Lamatepac.

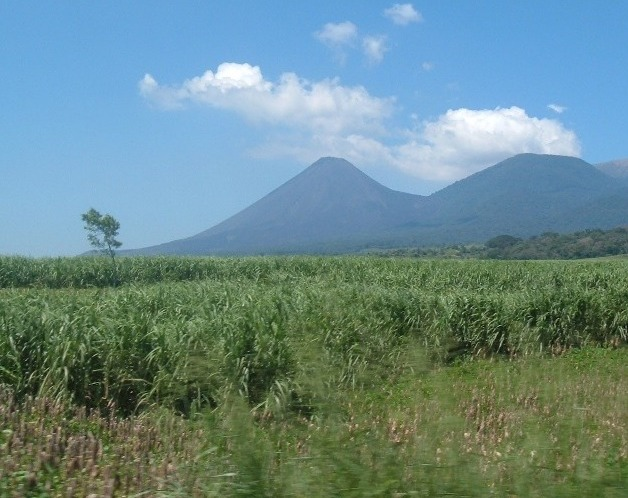
Volcan d'Izalco